# Ижболдинка
Ижболдинка — река в России, протекает в Каракулинском районе Удмуртии. Правый приток Камы.

## География
Река Ижболдинка берёт начало у села Новопоселенное. Течёт на юг по открытой местности через деревню Быргында. Устье реки находится в 178 км по правому берегу реки Кама (протока Воложка). Длина реки составляет 11 км.
Система водного объекта: Кама → Волга → Каспийское море.

## Данные водного реестра
По данным государственного водного реестра России относится к Камскому бассейновому округу, водохозяйственный участок реки — Кама от Воткинского гидроузла до Нижнекамского гидроузла, без рек Буй (от истока до Кармановского гидроузла), Иж, Ик и Белая, речной подбассейн реки — бассейны притоков Камы до впадения Белой. Речной бассейн реки — Кама.
Код объекта в государственном водном реестре — 10010101412111100026881.